# Deinopsis harringtoni
Deinopsis harringtoni är en skalbaggsart som beskrevs av Thomas Casey 1911. Deinopsis harringtoni ingår i släktet Deinopsis och familjen kortvingar. Inga underarter finns listade i Catalogue of Life.